# Pasmo Błatniej

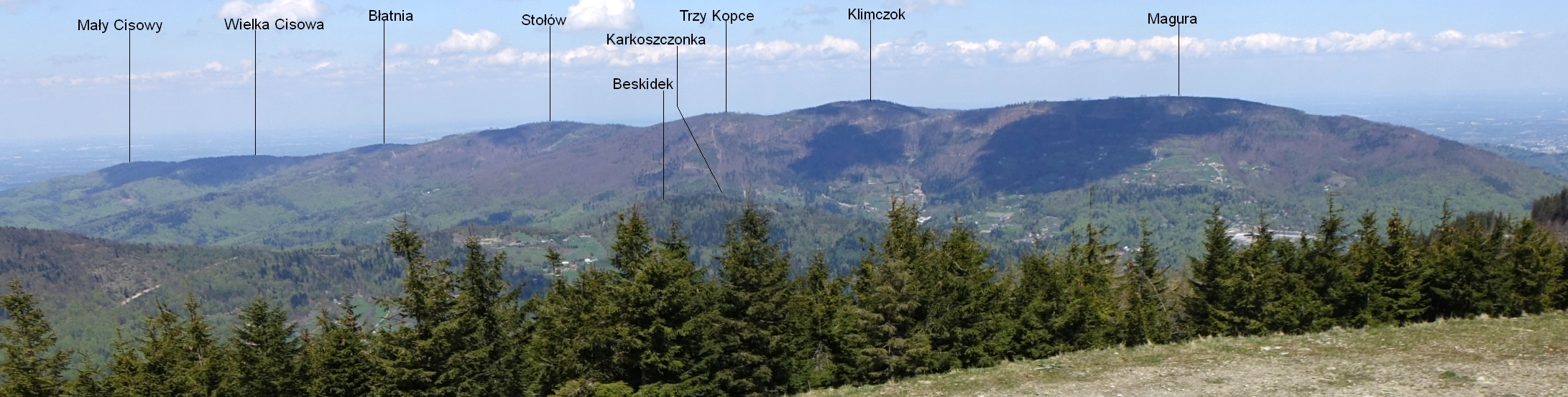
Widok na Pasmo Błatniej i Pasmo Klimczoka i Szyndzielni z Małego Skrzycznego

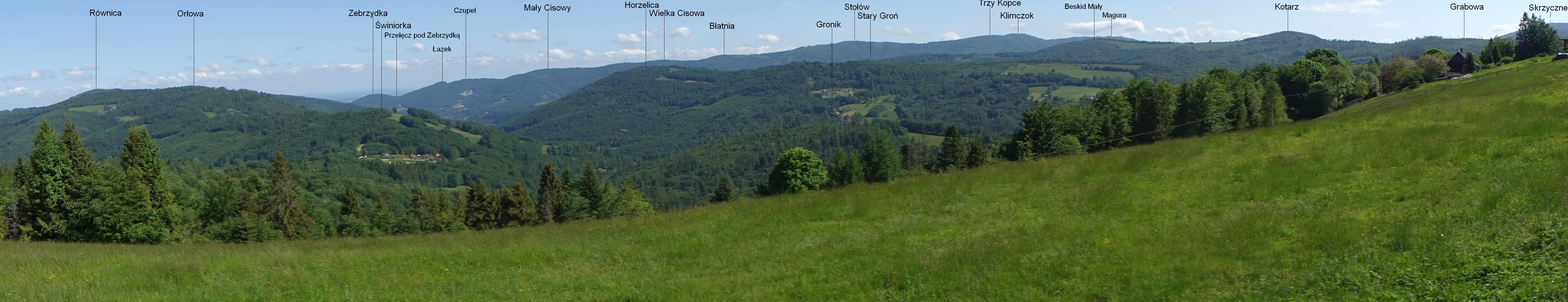
Widok na Pasmo Błatniej (najwyższe) i pasmo Starego Gronia (poniżej) z Trzech Kopców Wiślańskich. Po lewej Pasmo Równicy

Pasmo Błatniej lub Pasmo Błotnego – jedno z pasm w Beskidzie Śląskim, będące odgałęzieniem Pasma Klimczoka i Szyndzielni. Wraz z nim jest najdalej na północ wysuniętą częścią Beskidu Śląskiego.

## Opis pasma
Odgałęzia się od Pasma Klimczoka i Szyndzielni na szczycie Trzech Kopców i systematycznie się obniżając biegnie w kierunku północno-zachodnim poprzez szczyty i przełęcze: Stołów, Błatnia, Wielka Cisowa, Mały Cisowy, Czupel, Łazek, Liszka i Zebrzydkę. Najwyższym szczytem pasma są Trzy Kopce (1082 m), ale za główny uważany jest Błatnia (917 m), zwana też Błotnym, stąd nazwy pasma. Szczyt Błatnia uważany jest za główny z tego powodu, że na nim odgałęzia się jedyny większy, boczny grzbiet, ponadto znajduje się na nim Schronisko PTTK na Błatniej. Główne odgałęzienie pasma biegnie od Błatniej na północ, na Górze Przykrej rozgałęzia się na dwa grzbiety:
- północno-zachodni ze szczytami Wielka Polana, Bucznik, Ostry;
- północno-wschodni ze szczytami Wysokie, Kopany, Palenica[3].

Pasmo położone jest w granicach miejscowości Brenna, Górki Wielkie, Jaworze, Bielsko-Biała. Jest niemal całkowicie porośnięte lasem. Bezleśne są jeszcze pozostałości dawnych hal pasterskich – połoniny na grzbiecie pasma i kilka polan na stokach opadających do Brennicy. Zarówno główny, jak i boczne grzbiety obniżają się łagodnie, natomiast ich stoki opadają ku dnom dolin stromo.

## Turystyka
Najlepszym punktami widokowymi pasma są odcinki grzbietu między Błatnią a Małą Cisową. Pokrywają je polany, które dawniej były intensywnie wypasane i dotąd są najlepiej w Beskidzie Śląskim wykształconym ciągiem połonin. Ze szczytu Błatniej rozciąga się panorama obejmująca cały horyzont. Atrakcyjna przyrodniczo jest Dolina Wapienicy, w której występują niemal wszystkie typy zbiorowisk leśnych Beskidu Śląskiego. Znajdujące się w niej Jezioro Wapienickie dla turystów ma znaczenie tylko widokowe, gdyż jest zbiornikiem wody pitnej i z tego powodu nie można w nim uprawiać rekreacji. Dobrze zachowana żyzna buczyna karpacka występuje na stokach Bucznika, Palenicy i Zebrzydki. W paśmie jest rezerwat przyrody Dolina Łańskiego Potoku.
Turystycznie warta zwiedzenia jest miejscowość Jaworze. Dawniej był to jeden z bardziej znanych beskidzkich kurortów. Ma kilka zabytków, w tym Pałac w Jaworzu, kościół ewangelicki i katolicki. Warte zwiedzenia są także Zamek w Grodźcu i Muzeum Zofii Kossak-Szatkowskiej w Górkach Wielkich.
Głównym grzbietem pasma biegnie czerwony i zielony szlak turystyczny, ich przedłużeniem od Błatniej do Szyndzielnii jest szlak żółty. Dzięki kolei gondolowej na Szyndzielnię główny grzbiet Pasma Klimczoka Szyndzielni oraz Pasma Błatniej jest łatwo osiągalny. Są też szlaki łącznikowe wyprowadzające z dolin po obydwu stronach Pasma Błatniej na jej grzbiet.
 Jaworze, Nałęże, biwak ZHP – Łazek – Czupel – Mały Cisowy – Wielka Cisowa – Błatnia. Odległość 4,7 km, suma podejść 340 m, czas przejścia 1:50 godz., z powrotem 1:20 godz.
 Brenna, Górki Wielkie – Zebrzydka – Liszka – Łazek.
 Brenna, centrum – Wielka Cisowa. Odległość 3,4 km, suma podejść 490 m, czas przejścia 1:55 godz., z powrotem 1;05 godz.
 Wapienica Górna – Jezioro Wapienickie – Kopany – Wysokie – Góra Przykra – Siodło pod Przykrą – Błatnia. Odległość 8,2 km, suma podejść 560 m, czas przejścia 2:30 godz., z powrotem 1:50 godz.
 Jaworze – Ostry – Wielka Polana – Przykra – Siodło pod Przykrą – Błatnia. Odległość 6 km, suma podejść 510 m, czas przejścia 2:20 godz., z powrotem 1:30 godz.